# Wang Nianchun
Wang Nianchun (chinesisch 王年春; * 26. Oktober 1956) ist ein ehemaliger chinesischer Eisschnellläufer.
Wang trat international erstmals bei den Juniorenweltmeisterschaften 1976 in Madonna di Campiglio Erscheinung. Dort kam er auf den 25. Platz im Kleinen Vierkampf. Bei den Olympischen Winterspielen 1980 in Lake Placid belegte er den 36. Platz über 1000 m sowie den 23. Rang über 500 m und bei der Sprintweltmeisterschaft 1981 in Grenoble den 29. Platz. Letztmals international startete er bei den Olympischen Winterspielen 1984 in Sarajevo, wo er den 35. Platz über 500 m errang.

## Persönliche Bestleistungen
| Disziplin | Zeit        | Datum             | Ort                  |
| --------- | ----------- | ----------------- | -------------------- |
| 500 m     | 38,40 s     | 29. März 1981     | Changchun            |
| 1000 m    | 1:20,50 min | 29. März 1981     | Changchun            |
| 1500 m    | 2:05,97 min | 7. Dezember 1979  | Matsumoto            |
| 3000 m    | 4:42,62 min | 24. Januar 1976   | Madonna di Campiglio |
| 5000 m    | 8:31,80 min | 27. Dezember 1975 | Changchun            |